# ARA Pueyrredón
«Пуейрредон» (ісп. ARA Pueyrredón) — броненосний крейсер типу «Джузеппе Гарібальді» Військово-морських сил Аргентини кінця XIX — першої третини XX століття.

## Історія створення
Наприкінці XIX століття Італія розпочала розробку броненосних крейсерів типу типу «Джузеппе Гарібальді» для протидії флоту імовірного супротивника — Франції. Проте через фінансову кризу перші 4 кораблі були продані Аргентині, а один Іспанії.
Після цього італійці закладають наступні кораблі серії, один з яких утретє отримав назви «Джузеппе Гарібальді». Через два місяці після закладки він був придбаний Аргентиною та отримав назву «Пуейрредон», на честь генерала та політичного діяча Хуана Мартіна де Пуейрредона.
Корабель був спущений на воду 25 вересня 1897 року, будівництво було завершене у серпні 1898 року. Корабель прибув до Аргентини 1 вересня того ж року і тоді ж був включений до складу флоту.

## Особливості конструкції
Крейсер «Пуейрредон» мав певні відмінності порівняно з іншими однотипними кораблями. Для бронювання крейсера використовувалась круппівська броня (на решті крейсерів — броня Гарві). У силовій установці використовувались нові котли Бельвіля (а не вогнетрубні, як на інших кораблях).
Артилерія головного калібру складалась з двох одиночних 254-мм гармат «254/40», універсальна 152-мм артилерія розміщувалась в казематах, а 120-мм в щитових установках на верхній палубі.

## Історія служби
У складі ВМС Аргентини крейсер «Пуейрредон» був включений до Дивізії броненосних крейсерів.
У 1922 році він був модернізований: на ньому були встановлені нафтові котли типу «Ярроу», запас нафти становив 1 000 т, швидкість становила 18 вузлів.
У 1927 році крейсер був перекласифікований у корабель берегової охорони, а з 1941 року — у навчальний корабель.
2 серпня 1954 року, після 55 років служби, крейсер був виключений зі складу флоту зданий на злам у 1957 році.